# Saison 3 de Mujeres primero
La troisième saison de Mujeres primero est diffusée au Chili par La Red entre le 2 janvier 2013 et le 31 décembre 2013 et été présenté par Antonella Ríos et Janine Leal.

## Présentatrices
- Antonella Ríos
- Janine Leal

### Remplacement
- Julia Vial
- Jennifer Warner
- Carola Julio[1],[2]
- Macarena Ramis

## Panélistes
- Michael Roldán (commentateur de spectacles)
- Bárbara Canale (tarotyste)
- Fred Redondo
- Catalina Valdés (chef)
- Alejandro Ayún
- Mauro Castro

### Précédents
- Constanza Ganem "Conty" (commentatrice de spectacles)
- Fátima Gomes
- Ignacio Chávez (gynécologue)
- Rodrigo Jarpa
- Yasmín Valdés
- José Valenzuela (personal trainer)

## Invités

### Janvier
| Date            | Invités           | Occupation                                 | Source |
| --------------- | ----------------- | ------------------------------------------ | ------ |
| 2 janvier 2013  | Ana Sol Romero    | Journaliste                                |        |
| 3 janvier 2013  | Liliana Ross      | Actrice et présentatrice                   |        |
| 7 janvier 2013  | Mariela Montero   | Actrice et chanteuse                       |        |
| 8 janvier 2013  | Paulina Rojas     | Journaliste                                |        |
| 10 janvier 2013 | Marcelo Hernández | Ancien présentateur de Cachureos           |        |
| 11 janvier 2013 | Ignacio Franzani  | Journaliste et présentateur                |        |
| 14 janvier 2013 | Renato Munster    | Acteur et présentateur                     |        |
| 16 janvier 2013 | Wilma González    | Mannequin et actrice                       |        |
| 17 janvier 2013 | Consuelo Saavedra | Journaliste et épouse de M. Andrés Velasco |        |
| 21 janvier 2013 | César Barrera     | Journaliste                                |        |
| 22 janvier 2013 | Pilar Ruiz        | Mannequin                                  |        |
| 23 janvier 2013 | Manuel García     | Chanteur                                   |        |
| 28 janvier 2013 | Lucila Vit        | Mannequin, actrice et présentatrice        |        |
| 29 janvier 2013 | Valeria Ortega    | Journaliste                                |        |
| 30 janvier 2013 | María José Bello  | Actrice                                    |        |
| 31 janvier 2013 | Nicolás Yunge     | ???                                        |        |

### Février
| Date             | Invités          | Occupation                                  | Source |
| ---------------- | ---------------- | ------------------------------------------- | ------ |
| 1er février 2013 | Gianella Marengo | Mannequin et présentatrice                  |        |
| 4 février 2013   | Vanessa Miller   | Actrice                                     |        |
| 5 février 2013   | Karen Paola      | Chanteuse                                   |        |
| 7 février 2013   | Ana Alvarado     | ???                                         |        |
| 8 février 2013   | María José Urzúa | Actrice                                     |        |
| 11 février 2013  | Daniela Castillo | Chanteuse                                   |        |
| 12 février 2013  | Katherine Bodis  | ???                                         |        |
| 13 février 2013  | Carolina Molina  | Chanteuse                                   |        |
| 15 février 2013  | Wilma González   | Mannequin et actrice                        |        |
| 18 février 2013  | Enzo Corsi       | Humoriste                                   |        |
| 20 février 2013  | María Paz Wagner | Journaliste et gagnante de Pareja perfecta. |        |
| 21 février 2013  | Renata Bravo     | Comédienne et animatrice de radio.          |        |
| 22 février 2013  | Camila Nash      | ???                                         |        |
| 25 février 2013  | Cristián Menares | Personal Trainer                            |        |
| 26 février 2013  | Lolo Peña        | ???                                         |        |
| 27 février 2013  | Arturo Walden    | Journaliste et présentateur                 |        |
| 28 février 2013  | Virginia Demaría | Chef                                        |        |

### Mars
| Date          | Invités            | Occupation                              | Source |
| ------------- | ------------------ | --------------------------------------- | ------ |
| 1er mars 2013 | Iñigo Urrutia      | Acteur                                  |        |
| 5 mars 2013   | Álvaro Espinoza    | Acteur                                  | (es)   |
| 7 mars 2013   | Gonzalo Feito      | Journaliste et présentateur             |        |
| 8 mars 2013   | Katty Kowaleczko   | Actrice et présentatrice                |        |
| 13 mars 2013  | Manuel González    | Journaliste                             |        |
| 14 mars 2013  | Carolina Oliva     | Actrice                                 |        |
| 15 mars 2013  | Francisco Saavedra | Journaliste                             | (es)   |
| 18 mars 2013  | Yamna Lobos        | Danseuse et commentatrice de spectacles | (es)   |
| 19 mars 2013  | Pilar Jarpa        | Mannequin                               |        |
| 20 mars 2013  | Paola Camaggi      | Ancienne présentatrice                  | (es)   |
| 22 mars 2013  | Berta Lasala       | Actrice                                 |        |
| 26 mars 2013  | Titi Aguayo        | Mannequin                               | (es)   |

### Avril
| Date          | Invités           | Occupation                            | Source |
| ------------- | ----------------- | ------------------------------------- | ------ |
| 8 avril 2013  | Gianella Marengo  | Présentatrice                         | (es)   |
| 10 avril 2013 | Mey Santamaría    | Danseuse                              |        |
| 11 avril 2013 | Gonzalo Feito     | Journaliste                           |        |
| 12 avril 2013 | Aldo Duque        | Avocat                                |        |
| 15 avril 2013 | Nicolás Copano    | Présentateur de télévision            | (es)   |
| 16 avril 2013 | Paulina Magnere   | Chanteuse et animatrice de télévision |        |
| 17 avril 2013 | Felipe Avello     | Journaliste                           |        |
| 18 avril 2013 | Camilo Huerta     | Ancien Yingo                          |        |
| 19 avril 2013 | Augusto Schuster  | Chanteur et acteur                    |        |
| 23 avril 2013 | Savka Pollak      | Présentatrice de télévision           |        |
| 25 avril 2013 | Loreto Valenzuela | Actrice                               |        |

### Mai
| Date         | Invités                              | Occupation                                                       | Source |
| ------------ | ------------------------------------ | ---------------------------------------------------------------- | ------ |
| 1er mai 2013 | María José Campos ("Porotito Verde") | Danseuse et actrice                                              | (es)   |
| 2 mai 2013   | Francini Amaral                      | Danseuse                                                         | (es)   |
| 7 mai 2013   | Carla Ballero                        | Actrice                                                          | (es)   |
| 8 mai 2013   | Patricia López                       | Actrice                                                          |        |
| 9 mai 2013   | Teresita Reyes                       | Actrice                                                          |        |
| 14 mai 2013  | Gloria Münchmeyer                    | Actrice                                                          | (es)   |
| 16 mai 2013  | Carolina Goic                        | Députée pour la Région de Magallanes et de l'Antarctique chilien | (es)   |
| 20 mai 2013  | Alejandra Díaz                       | Mannequin                                                        | (es)   |
| 23 mai 2013  | Christian Ocaranza                   | Danseur                                                          | (es)   |
| 27 mai 2013  | Aranzazú Yankovic                    | Actrice                                                          |        |
| 30 mai 2013  | Iván Arenas                          | Animateur                                                        | (es)   |
| 31 mai 2013  | Laura Prieto                         | Actrice et mannequin                                             | (es)   |

### Juin
| Date         | Invités                    | Occupation           | Source |
| ------------ | -------------------------- | -------------------- | ------ |
| 10 juin 2013 | Alejandro Chávez "Chavito" | Journaliste          |        |
| 10 juin 2013 | Alain Soulat               | Animateur            |        |
| 11 juin 2013 | Ana María Gazmuri          | Actrice              | (es)   |
| 13 juin 2013 | Belén Hidalgo              | Mannequin            | (es)   |
| 14 juin 2013 | César Caillet              | Acteur               | (es)   |
| 18 juin 2013 | Claudia Schmitd            | Mannequin            | (es)   |
| 19 juin 2013 | Wilma González             | Mannequin et actrice | (es)   |
| 20 juin 2013 | Óscar Garcés               | Acteur               | (es)   |
| 28 juin 2013 | Arturo Walden "Kiwi"       | Animateur            |        |

### Juillet
| Date             | Invités                     | Occupation                                       | Source |
| ---------------- | --------------------------- | ------------------------------------------------ | ------ |
| 1er juillet 2013 | Leo Caprile                 | Animateur de télévision                          | (es)   |
| 2 juillet 2013   | Yamila Reyna                | Actrice et cómedienne                            | (es)   |
| 4 juillet 2013   | Carola Eltit                | Journaliste                                      | (es)   |
| 5 juillet 2013   | Matías Vega                 | Animateur de radio                               | (es)   |
| 8 juillet 2013   | Koke Santana                | Acteur                                           | (es)   |
| 9 juillet 2013   | Catalina Palacios           | Chanteuse                                        | (es)   |
| 10 juillet 2013  | Carla Jara                  | Actrice                                          |        |
| 11 juillet 2013  | Javier Castillo             | Acteur et musicien                               | (es)   |
| 12 juillet 2013  | Dayana Amigo                | Actrice                                          | (es)   |
| 15 juillet 2013  | Damián Bodenhöfer           | Acteur                                           | (es)   |
| 16 juillet 2013  | Daniel Fuenzalida           | Journaliste et animateur de télévision           | (es)   |
| 17 juillet 2013  | Lucila Vit                  | Trainer personal et personnalité de télévision   | (es)   |
| 18 juillet 2013  | Mariela Montero             | Chanteuse, actrice et personnalité de télévision | (es)   |
| 23 juillet 2013  | Nicole Moreno "Luli"        | Mannequin                                        | (es)   |
| 23 juillet 2013  | Catalina Castro             | Journaliste                                      | (es)   |
| 24 juillet 2013  | Jeannette Moenne-Loccoz     | Actrice et animatrice de télévision              | (es)   |
| 25 juillet 2013  | Daniela Castillo            | Chanteuse                                        | (es)   |
| 26 juillet 2013  | Claudio Reyes               | Comédien                                         | (es)   |
| 29 juillet 2013  | Katherina Contreras "Kathy" | Danseuse                                         | (es)   |
| 30 juillet 2013  | Lorene Prieto               | Actrice                                          | (es)   |
| 31 juillet 2013  | Rubén Hilcker               | Demi-finalist de Mundos opuestos 2               | (es)   |

### Août
| Date          | Invités                    | Occupation                                              | Source |
| ------------- | -------------------------- | ------------------------------------------------------- | ------ |
| 1er août 2013 | Alain Soulat               | Animateur de télévision                                 | (es)   |
| 2 août 2013   | Anita Alvarado             | Chanteuse                                               | (es)   |
| 5 août 2013   | Katherine Orellana         | Chanteuse                                               | (es)   |
| 6 août 2013   | Juanita Ringeling          | Actrice                                                 | (es)   |
| 7 août 2013   | Juan Andrés Salfate        | Critique de cinéma                                      | (es)   |
| 7 août 2013   | Felipe Avello              | Journaliste                                             | (es)   |
| 8 août 2013   | Humberto Sichel            | Journaliste et animateur de radio-télévision            | (es)   |
| 9 août 2013   | Matías Oviedo              | Acteur et musicien                                      | (es)   |
| 12 août 2013  | Claudia Pérez              | Actrice                                                 | (es)   |
| 13 août 2013  | Karen Doggenweiler         | Journaliste et animatrice de télévision                 | (es)   |
| 14 août 2013  | Macarena Venegas           | Avocate                                                 | (es)   |
| 15 août 2013  | Juan Pablo Bastidas        | Acteur                                                  | (es)   |
| 16 août 2013  | Patricio Strahovsky "Pato" | Acteur                                                  | (es)   |
| 19 août 2013  | Ariel Levy                 | Acteur                                                  | (es)   |
| 20 août 2013  | Rodrigo Muñoz              | Acteur                                                  | (es)   |
| 21 août 2013  | Alejandra Herrera          | Actrice                                                 | (es)   |
| 22 août 2013  | Felipe Ríos                | Acteur                                                  | (es)   |
| 23 août 2013  | Rodrigo Bastidas           | Acteur                                                  | (es)   |
| 26 août 2013  | Stephanie "Fanny" Cuevas   | Ex-participante de Mundos opuestos et Mundos opuestos 2 | (es)   |
| 27 août 2013  | Connie Mengotti            | Mannequin                                               | (es)   |
| 28 août 2013  | Agustín Pastorino          | Mannequin                                               | (es)   |
| 29 août 2013  | Andrés Longton             | Avocat                                                  | (es)   |
| 30 août 2013  | Juan José Gurruchaga       | Acteur et animateur de télévision                       | (es)   |

### Septembre
| Date              | Invité(s)                | Occupation ou note(s)                      | Source |
| ----------------- | ------------------------ | ------------------------------------------ | ------ |
| 2 septembre 2013  | Jorge Cabezón            | Le frère de Rodrigo Cabezón                | (es)   |
| 3 septembre 2013  | Lucía López              | Journaliste et animatrice de télévision    | (es)   |
| 4 septembre 2013  | José Miguel Villouta     | Journaliste                                | (es)   |
| 5 septembre 2013  | Cristina Tocco           | Actrice                                    | (es)   |
| 6 septembre 2013  | Melina Figueroa          | Ancienne participante de Mundos opuestos 2 | (es)   |
|                   |                          |                                            |        |
| 9 septembre 2013  | Gustavo Becerra          | Acteur                                     | (es)   |
| 10 septembre 2013 | Nataly Chilet            | Mannequin et animatrice de télévision      | (es)   |
| 11 septembre 2013 | Carmen Disa Gutiérrez    | Actrice                                    | (es)   |
| 12 septembre 2013 | Katty Kowaleczko         | Actrice                                    | (es)   |
| 13 septembre 2013 | José Tomás "Cote" Correa | Animateur de télévision                    | (es)   |
|                   |                          |                                            |        |
| 16 septembre 2013 | José Ignacio Martínez    | Acteur                                     | (es)   |
| 17 septembre 2013 | Catalina Vallejos        | Ancienne participante de Calle 7           | (es)   |
| 20 septembre 2013 | Patricio Torres "Pato"   | Acteur                                     |        |
|                   |                          |                                            |        |
| 23 septembre 2013 | René O'Ryan              |                                            |        |
| 24 septembre 2013 | Andreína Chataing        | Actrice et animatrice de télévision        | (es)   |
| 25 septembre 2013 | Andrea Hoffman           | Danseuse et animatrice de télévision       | (es)   |
| 26 septembre 2013 | Sebastián Roca           |                                            | (es)   |
| 27 septembre 2013 | Mariana Marino           | Mannequin                                  | (es)   |
|                   |                          |                                            |        |
| 30 septembre 2013 | Ximena Rivas             | Actrice                                    | (es)   |

### Octobre
| Date             | Invité(s)             | Occupation ou note(s) | Source |
| ---------------- | --------------------- | --- | ------ |
| 1er octobre 2013 | Teresa Hales          | Actrice | (es)   |
| 2 octobre 2013   | Eduardo de la Iglesia | Journaliste et animateur de télévision                                                                                                 |        |
| 3 octobre 2013   | Rodrigo Meza          | Humoriste | (es)   |
| 4 octobre 2013   | Camila Andrade        | Miss Monde Chili 2013 | (es)   |
|                  |                       | |        |
| 7 octobre 2013   | Nicolás Copano        | Communicateur, chroniqueur, animateur de radio, animateur de télévision, professeur d'université, écrivain, producteur et entrepreneur |        |
| 7 octobre 2013   | José Miguel Villouta  | Animateur de radio et animateur de télévision                                                                                          |        |
| 8 octobre 2013   | Sebastián Ferrer      | Styliste | (es)   |
| 9 octobre 2013   | Carlos Durán          | Avocat | (es)   |
| 10 octobre 2013  | Josefina Velasco      | Actrice | (es)   |
| 10 octobre 2013  | Alfredo Lamadrid      | Journaliste et animateur de télévision                                                                                                 |        |
| 11 octobre 2013  | Eliana Albasetti      | Ancienne participante de Calle 7 | (es)   |
|                  |                       | |        |
| 14 octobre 2013  | María Laura Donoso    | Mannequin | (es)   |
| 15 octobre 2013  | Yamila Reyna          | Actrice | (es)   |
| 16 octobre 2013  | Wilma González        | Mannequin | (es)   |
| 17 octobre 2013  | Mónica Aguirre        | Ancienne mannequin | (es)   |
| 17 octobre 2013  | Koke Santana          | Acteur | (es)   |
| 18 octobre 2013  | Paulo Iglesias        | Humoriste | (es)   |
|                  |                       | |        |
| 21 octobre 2013  | Rubén Hilcker         | Demi-finalist de Mundos opuestos 2 |        |
| 22 octobre 2013  | Vanessa Miller        | Comédienne | (es)   |
| 24 octobre 2013  | Alejandro Montes      | Acteur | (es)   |
| 24 octobre 2013  | Damián Bodenhöfer     | Acteur | (es)   |
| 25 octobre 2013  | Carolina Correa       | Chef et animatrice de télévision |        |
|                  |                       | |        |
| 28 octobre 2013  | María Paz Jorquera    | Actrice | (es)   |
| 29 octobre 2013  | Catherine Mazoyer     | Actrice | (es)   |
| 30 octobre 2013  | Iñigo Urrutia         | Acteur | (es)   |

### Novembre
| Date             | Invité(s)                | Occupation ou note(s)                          | Source |
| ---------------- | ------------------------ | ---------------------------------------------- | ------ |
| 4 novembre 2013  | Marcial del Río          |                                                |        |
| 6 novembre 2013  | Adriano Castillo Herrera | Acteur                                         | (es)   |
| 7 novembre 2013  | Sebastián Jiménez        | Vétérinaire et présentateur de télévision      | (es)   |
| 8 novembre 2013  | Remigio Remedy           | Acteur                                         | (es)   |
|                  |                          |                                                |        |
| 11 novembre 2013 | Iván Álvarez de Araya    | Acteur                                         | (es)   |
| 12 novembre 2013 | Carmina Riego            | Actrice                                        | (es)   |
| 13 novembre 2013 | Loreto Araya             | Actrice                                        | (es)   |
| 14 novembre 2013 | Mon Laferte              | Chanteuse                                      | (es)   |
| 15 novembre 2013 | Grimanesa Jiménez        | Actrice                                        |        |
|                  |                          |                                                |        |
| 18 novembre 2013 | Mey Santamaría           | Mannequin                                      | (es)   |
| 19 novembre 2013 | Mariana Alcalde          | Créatrice de mode                              | (es)   |
| 20 novembre 2013 | Elvira Cristi            | Actrice                                        | (es)   |
| 21 novembre 2013 | Mechita Moreno           | Journaliste                                    | (es)   |
| 21 novembre 2013 | Sergio Rojas             | Journaliste                                    | (es)   |
| 22 novembre 2013 | Nathalie Nicloux         | Comédienne                                     | (es)   |
|                  |                          |                                                |        |
| 25 novembre 2013 | Daniel Alcaíno           | Acteur et humoriste                            | (es)   |
| 26 novembre 2013 | Catalina Olcay           | Actrice                                        | (es)   |
| 27 novembre 2013 | Paulina Nin de Cardona   | Présentatrice de télévision                    | (es)   |
| 28 novembre 2013 | Giancarlo Petaccia       | Animateur de radio et télévision               | (es)   |
| 29 novembre 2013 | Carolina de Moras        | Mannequin, actrice et animatrice de télévision |        |

### Décembre
| Date             | Invité(s)                | Occupation ou note(s)                         | Source |
| ---------------- | ------------------------ | --------------------------------------------- | ------ |
| 2 décembre 2013  | Anita Román              | Présidente du Collège des sages-femmes        | (es)   |
| 2 décembre 2013  | Pascale Pagola           | Matrone                                       | (es)   |
| 2 décembre 2013  | Cristián García-Huidobro | Acteur                                        | (es)   |
| 2 décembre 2013  | Francisca Sfeir          | Architecte                                    | (es)   |
| 3 décembre 2013  | Andrea Dellacasa         | Mannequin                                     | (es)   |
| 4 décembre 2013  | Magdalena Montes         | Journaliste et animatrice de télévision       | (es)   |
| 5 décembre 2013  | Magdalena Max-Neef       | Actrice                                       | (es)   |
| 6 décembre 2013  | Bernardita Ruffinelli    | Blogueuse                                     | (es)   |
|                  |                          |                                               |        |
| 9 décembre 2013  | Renato Münster           | Acteur et animateur de télévision             | (es)   |
| 10 décembre 2013 | María José León          | Actrice                                       | (es)   |
| 11 décembre 2013 | Paloma Salas             | Comédienne                                    | (es)   |
| 12 décembre 2013 | Felipe Vidal             | Journaliste et animateur de télévision        | (es)   |
| 13 décembre 2013 | Javier Olivares          | Animateur de radio et animateur de télévision | (es)   |
|                  |                          |                                               |        |
| 16 décembre 2013 | Christopher Carpentier   | Chef                                          |        |
| 17 décembre 2013 | Virginia Demaría         | Chef                                          | (es)   |
| 18 décembre 2013 | Teresa Hales             | Actrice                                       |        |
| 19 décembre 2013 | Denise Rosenthal         | Actrice et chanteuse                          |        |
| 20 décembre 2013 | Eliana Albasetti         | Mannequin                                     |        |
|                  |                          |                                               |        |
| 23 décembre 2013 | Carlo von Mühlenbrock    | Chef                                          | (es)   |
| 23 décembre 2013 | Paloma Salas             | Comédienne                                    | (es)   |
| 24 décembre 2013 | Alejandro Ayún           | Épisode spécial de Noël avec les panélistes   | (es)   |
| 24 décembre 2013 | Bárbara Canale           | Épisode spécial de Noël avec les panélistes   | (es)   |
| 24 décembre 2013 | Fred Redondo             | Épisode spécial de Noël avec les panélistes   | (es)   |
| 24 décembre 2013 | Paloma Salas             | Épisode spécial de Noël avec les panélistes   | (es)   |
| 24 décembre 2013 | Catalina Valdés          | Épisode spécial de Noël avec les panélistes   | (es)   |
| 24 décembre 2013 | Michael Roldán           | Épisode spécial de Noël avec les panélistes   | (es)   |
| 26 décembre 2013 | Pamela Beytía            | Panéliste de Vigilantes                       | (es)   |
| 27 décembre 2013 | Camila Hirane            | Actrice                                       | (es)   |
|                  |                          |                                               |        |
| 30 décembre 2013 | Vanessa Miller           | Actrice et humoriste                          | (es)   |
| 31 décembre 2013 | Daniel Fuenzalida        | Animateur de télévision                       | (es)   |

### Sources
- (es) Cet article est partiellement ou en totalité issu de l’article de Wikipédia en espagnol intitulé « Mujeres primero » (voir la liste des auteurs).